# Huta Padang Sm
Huta Padang Sm is een bestuurslaag in het regentschap Mandailing Natal van de provincie Noord-Sumatra, Indonesië. Huta Padang Sm telt 477 inwoners (volkstelling 2010).